# 5326 Vittoriosacco
5326 Vittoriosacco eller 1988 RT6 är en asteroid i huvudbältet som upptäcktes den 8 september 1988 av den belgiske astronomen Henri Debehogne vid La Silla-observatoriet. Den är uppkallad efter den italienska amatörastronomen Vittorio Sacco.
Asteroiden har en diameter på ungefär 7 kilometer och den tillhör asteroidgruppen Maria.